# Nowiny (Radzyń Podlaski)
Pour les articles homonymes, voir Nowiny.
Nowiny (prononciation [nɔˈvinɨ]) est un village de la gmina de Borki du powiat de Radzyń Podlaski dans la voïvodie de Lublin, situé dans l'est de la Pologne.
Le village comptait approximativement une population de 244 habitants en 2014.

## Histoire
De 1975 à 1998, le village est attaché administrativement à l'ancienne voïvodie de Lublin.

Depuis 1999, il fait partie de la nouvelle voïvodie de Lublin.